# Stazione di Gallitello
La stazione di Gallitello, declassata a posto di movimento, era una stazione ferroviaria posta sulla linea Alcamo Diramazione-Castelvetrano-Trapani. È sita in aperta campagna, nel territorio comunale di Calatafimi Segesta.
La stazione è dotata di due binari di circolazione ed è gestita in telecomando dal DCO di Palermo.

## Storia
Originariamente stazione, venne declassata successivamente a posto di movimento.

## Strutture e impianti
La stazione è dotata di due binari passanti utilizzati per gli incroci, di cui il primo in corretto tracciato, ed era presente anche un binario tronco per la banchina per carico e scarico merci ancora presente. I treni accedono alla stazione in corretto tracciato sul primo binario, mentre sono instradati in deviata sul secondo.